# Rue Corbon
La rue Corbon est une voie du 15e arrondissement de Paris, en France.

## Situation et accès
La rue Corbon est une voie publique située dans le 15e arrondissement de Paris. Elle débute au 40, rue d'Alleray et se termine place Charles-Vallin.

## Origine du nom
Cette rue tient son nom de Claude Anthime Corbon (1808-1891), maire du 15e arrondissement pendant le siège de Paris et sénateur inamovible de la IIIe République.

## Historique
La voie est ouverte et prend sa dénomination actuelle en 1894.

## Bâtiments remarquables et lieux de mémoire
- No 3 : école élémentaire publique, anciennement appelée école des garçons, construite entre 1894 et 1896 sous la direction de l’architecte Louis Félix Calinaud[1].
- No 5 : lycée professionnel Claude-Anthime-Corbon, anciennement appelée école des filles.

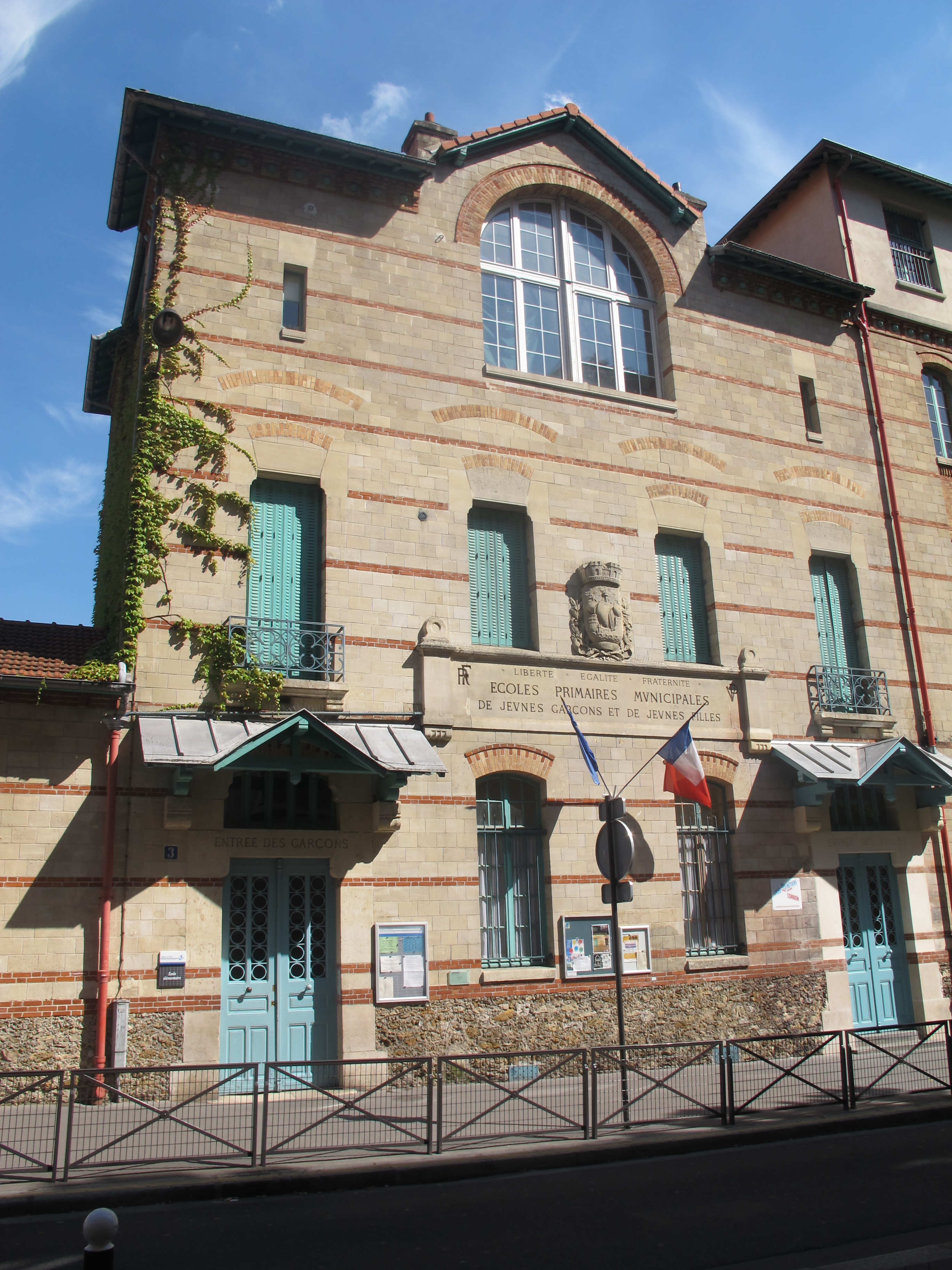